# Anolis tigrinus
Anolis tigrinus este o specie de șopârle din genul Anolis, familia Polychrotidae, descrisă de Peters 1863. Conform Catalogue of Life specia Anolis tigrinus nu are subspecii cunoscute.